# بونرات
بونرات (به آلمانی: Bonerath) یک شهر در آلمان است که در تریر-زاربورگ واقع شده‌است. بونرات ۲۴۳ نفر جمعیت دارد.